# Maxus Dana V1
Maxus Dana V1 (кит. 大拿V1) — малотоннажный грузовой электромобиль, выпускающийся подразделением Maxus компании SAIC Motor с 2023 года. Dana V1 базируется на платформе MILA, на которой базируется несколько моделей, включая V1, M1 и T1. V1 — фургон, M1 — микроавтобус, разделяющий дизайн с V1, а T1 — грузовой автомобиль.

## Описание
Продажи Maxus Dana V1 начались в январе 2024 года на китайском рынке.

### Технические характеристики
Maxus Dana V1 является стандартным двухместным панельным фургоном. Он оснащён электродвигателем мощностью 90 кВт с приводом на переднюю ось и литий-железо-фосфатным аккумулятором ёмкостью 42 кВт⋅ч. Силовой агрегат потребляет 15,9 кВт⋅ч и поддерживает запас хода 305 км по циклу CLTC.
V1 имеет грузоподъёмность 1,4 тонны и буксировочную способность 2,5 тонны при высоте пола 520 мм. Задняя подвеска с листовыми рессорами. Автомобиль оснащён 15-дюймовыми колёсами с углом въезда 26° и углом съезда 22°. На некоторых рынках Dana V1 продаётся как с короткой/длинной колёсной базой, так и с низкой/высокой крышей.
Пассажирский вариант под названием Dana M1 имеет 5 сидячих мест (2+3), 6 мест (3+3) или 9 мест (3+3+3).

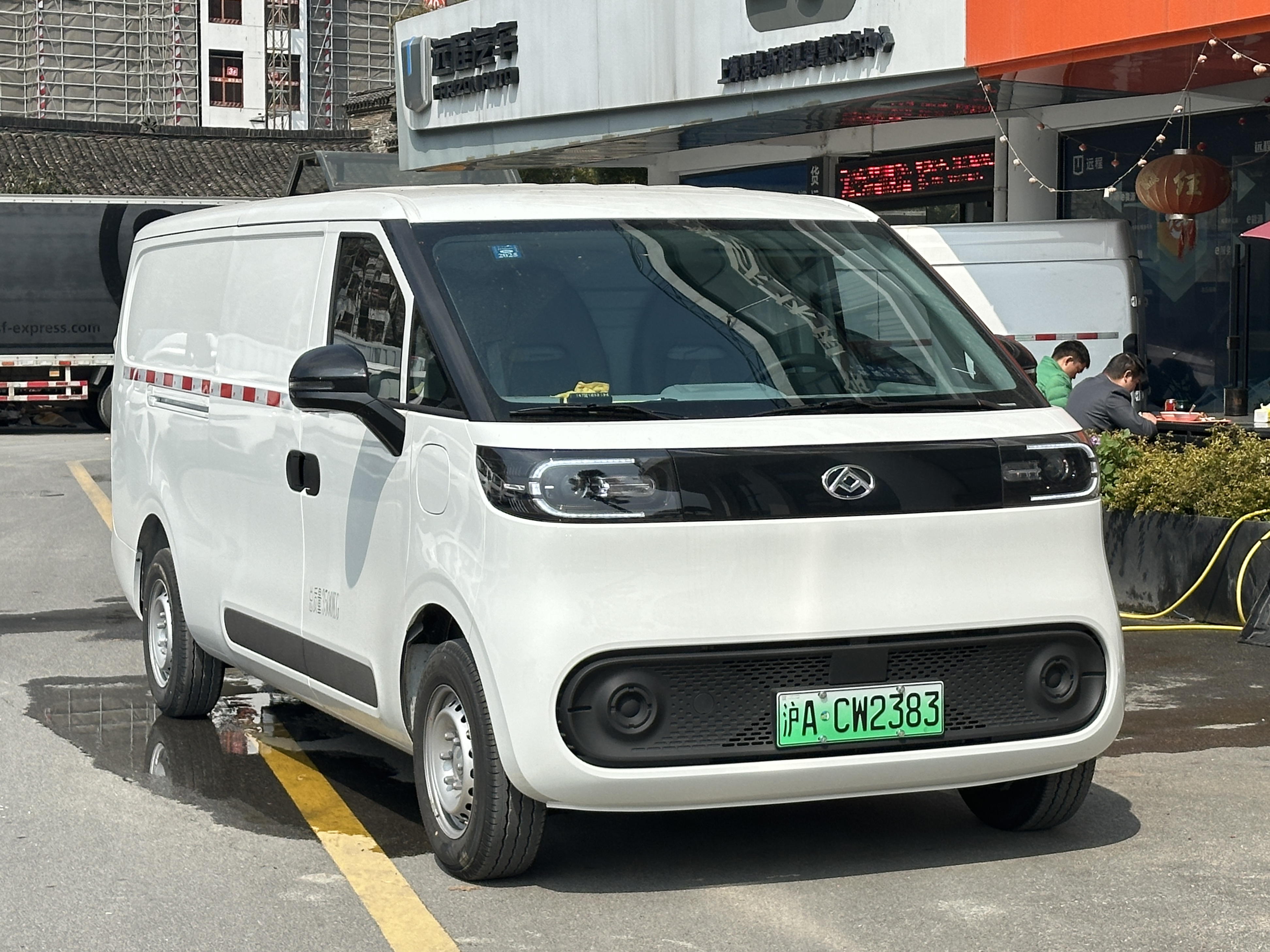
Вид спереди
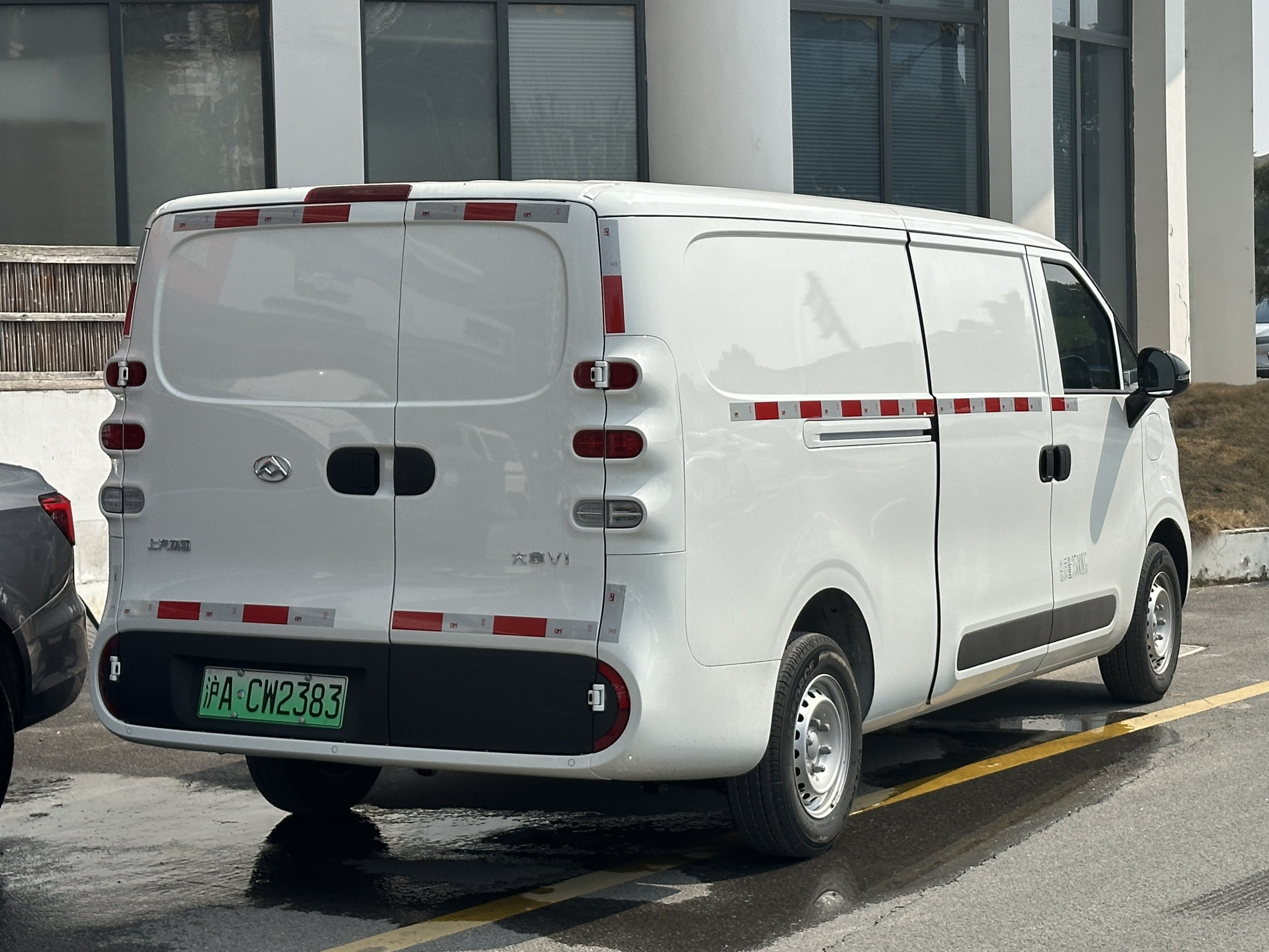
Вид сзади